# Shirley Russell (artista)
Shirley Ximena Hopper Russell (16 de mayo de 1886 - 6 de febrero de 1985), también conocida como Shirley Marie Russell, fue una artista estadounidense conocida por sus pinturas de Hawái y sus bodegones de flores hawaianas. Nació como Shirley Ximena Hopper en Del Rey, California, en 1886. Se graduó en 1907 en la Universidad de Stanford, donde descubrió el arte. Shirley se casó con Lawrence Russell, un ingeniero, en 1909. Cuando él murió en 1912, ella comenzó a enseñar en Palo Alto y a incursionar en la pintura. En 1921, ella y su hijo fueron a Hawái de visita y decidieron quedarse. Estudió con el artista hawaiano Lionel Walden durante la década de 1920 y viajó a Europa varias veces para continuar su educación artística. Estudió en París durante la década de 1930 y la influencia cubista se puede ver en varias de sus obras. Enseñó arte en President William McKinley High School en Honolulu durante más de 20 años. Alrededor de 1935-1936, la editorial japonesa Watanabe Shozaburo (1885-1962) publicó varios grabados en madera. La mayoría de estas impresiones representan flores tropicales coloridas y detalladas, mientras que al menos una impresión, Carmel Mission, es un paisaje de California.
En el transcurso de su carrera artística, Russell expuso individualmente tres veces en el Museo de Arte de Honolulu y enseñó arte en la Universidad de Hawái y el Museo de Arte de Honolulu. Lanzó a muchos artistas jóvenes en sus carreras cuando eran sus estudiantes en la McKinley High School, incluidos Satoru Abe (1926-) y John Chin Young (1909-1997). Aunque ella misma pintó en estilo representativo, fue una firme defensora del arte abstracto e hizo algunos trabajos abstractos a lo largo de su carrera. Continuó pintando casi a diario hasta su muerte en Honolulu en 1985, a la edad de 98 años.
El Museo de Arte del Estado de Hawái, el Museo de Arte de Honolulu, el Centro de Arte Isaacs y el Museo Nacional de Tokio se encuentran entre las colecciones públicas que albergan obras de Shirley Russell.